# ノーマン駅
ノーマン駅（英語：Norman Station）は、オクラホマ州ノーマン サウス・ジョーンズ・アヴェニュー200にある駅。

## 歴史
当駅はアッチソン・トピカ・アンド・サンタフェ鉄道の駅として1909年に開設された。ローン・スター号が（1974年以前の列車名はテキサス・チーフ号）1979年に廃止された後20年間旅客列車がなかったが、1999年にハートランド・フライヤー号が運転開始となり営業を再開した。

## 利用可能な鉄道路線／列車
アムトラックのノーマン駅に停車する列車は下記の通り。
オクラホマシティとフォートワース間の昼行中距離列車ハートランド・フライヤー号…1日1往復停車